# Xtreme Italian Wrestling
La Xtreme Italian Wrestling (XIW) è stata la prima federazione "work" di wrestling italiana nata burocraticamente con atto notarile nel 2002 e dopo un lungo progetto partito nel 1998. 

La federazione aveva sede principale a Messina dove si trovava anche l'accademia ufficiale, oltre alle filiali di Milano, Roma, Catanzaro, Siracusa e Venezia.
Il Presidente e fondatore (insieme a Federico Di Pietro e Giuseppe Restuccia) è stato Marcello Crescenti dall'inizio alla cessazione avvenuta nel 2016. Sotto la sua guida la XIW è diventata la realtà italiana più imponente del panorama di quegli anni, effettuando esclusivamente show in stadi e palazzetti dello sport e portando superstar mondiali grazie alla stretta collaborazione con Nu Wrestling Promotion coinvolgendo ex lottatori della WWE quali ad esempio Rikishi, Billy Gunn, Chuck Palumbo, Johnny Stamboli e Juventud Guerrera. 
Nel Febbraio 2008 lanciò un progetto di wrestling su internet con la serie televisiva XIW Sprint ed ha messo in scena il primo Steel cage match della storia italiana nello speciale evento XIW Xtrememania che ha visto di fronte i lottatori italiani Fire Angel e Thunder Storm contendersi il titolo massimo e la maschera del perdente. 
La XIW ha ideato e prodotto anche il film The Last Counter basato sulla strage della famiglia Benoit.
Nel 2013 la Federazione diventa la prima a lanciare una serie televisiva di wrestling italiano (XIW Draw) che va in onda su diverse reti private del sud Italia. Durante uno degli episodi della serie, la XIW ha dato il via alla propria Hall of Fame, introducendo i 5 lottatori che hanno fatto la storia della federazione.
Nel 2016 la federazione fece il suo ultimo show al Teatro di Esperia TV a Crotone.

## Roster
la XIW ha avuto negli anni centinaia di iscritti alle proprie palestre di wrestling dalle quali sono usciti la maggior parte dei wrestlers che ancora oggi orbitano nel settore e che hanno fondato altre piccole federazioni nel Paese.

### XIW Hall Of Famer
- Fire Angel
- Thunder Storm
- Hunter
- Confine
- Bulldozer

### Leggende
- Fire Angel
- Thunder Storm
- Hunter
- Confine
- Tortora
- Italian Warrior

## Titoli e detentori
1. 1 2  (EN) Xtreme Italian Wrestling (XIW), su cagematch.net. URL consultato il 4 giugno 2017.